# Caraga
Caraga là một vùng của Philippines. Vùng nằm ở phía đông bắc của hòn đảo Mindanao. Vùng được thành lập vào ngày 25 tháng 2 năm 1995 và bao gồm 4 tỉnh là Agusan del Norte, Agusan del Sur và Surigao del Norte Surigao del Sur. Thành phố Butuan là trung tâm Vùng. Tỉnh giáp với Biển Bohol ở phía bắc, Vùng Davao ở phía nam, Vùng Bắc Mindanao ở phía tây và Thái Bình Dương ở phía đông.

## Nhân khẩu
Theo thống kê dân số năm 2000, tổng dân số của Vùng là 2.095.367, tăng 7,86% so với năm 1995, trung bình hàng năm tăng 1,63%, mức thấp nhấp cả nước. Trong 4 tỉnh Agusan del Sur là tỉnh đông dân nhất. Tiếng Surigaonon là ngôn ngữ bản địa được sử dụng nhiều nhất trong Vùng với 33,21% số hộ sử dụng; tiếp sau là Tiếng Butuanon 15%, Tiếng Kamayo 7,06% và Tiếng Manobo 4,73%. Tiếng Cebuano được 33,79% số hộ sử dụng, tiếng Boholano là 5,87% và tiếng Hiligaynon là 2,87%.

## Hành chính
| Tỉnh/Thành phố | Tỉnh/Thành phố    | Thủ phủ     | Dân số (2007)                | Diện tích (km²) | Mật độ (trên km²) |
| -------------- | ----------------- | ----------- | ---------------------------- | --------------- | ----------------- |
|                | Agusan del Norte  | Cabadbaran  | 285.570                      | 1.773,2         | 161,0             |
|                | Agusan del Sur    | Prosperidad | 559.294                      | 8.966,0         | 62,4              |
|                | Surigao del Norte | Surigao     | 481.416                      | 1.936,9         | 175,8             |
|                | Surigao del Sur   | Tandag      | 501.808                      | 4.552,2         | 110,2             |
|                |                   |             |                              |                 |                   |
|                | Butuan            | —           | 298.378 (2007)307.942 (2009) | 817,3           | 327,0             |

¹ Butuan là một thành phố đô thị hóa cao; không được tính gộp vào tỉnh Agusan del Norte.